# Pivní bratři
Pivní bratři (v anglickém originále BASEketball) je americká filmová komedie z roku 1998, ve které v hlavní roli hrají tvůrci South Parku, Trey Parker a Matt Stone.
Film režíroval David Zucker, produkoval ho Zucker společně s Robertem LoCashem (Bláznivá škola, Bláznivá střela III.), Gilem Netterem (Onion Movie, Bláznivá střela II.), Jeffem Wrightem (Bláznivá střela III., Bláznivá škola) a Clevem Landsbergem.
Hudbu složil James Ira Newborn. Film trvá 108 minut a byl distribuován firmou Universal Studios.
V hlavní roli dále hráli Dian Bachar, Robert Vaughn, Ernest Borgnine, Yasmine Bleeth a Jenny Carthy.

## Děj
Film je o fiktivním sportu (byl vytvořen Zuckerem o mnoho let dříve), baseketballu, který je založen na baseballu. Vymysleli ho až-do-posud beznadějní outsideři Coop (Trey Parker) a Remer (Matt Stone). Film sleduje vzestup tohoto sportu až po jeho všeobecnou oblíbenost u lidí.

## Obsazení
- Trey Parker jako Joe "Coop/Airman" Cooper
- Matt Stone jako Doug "Sir Swish" Remer
- Dian Bachar jako Kenny "Squeak/Little Bitch" Scolari
- Yasmine Bleeth jako Jenna Reed
- Jenny McCarthy jako Yvette Denslow
- Ernest Borgnine jako Ted Denslow
- Robert Vaughn jako Baxter Cain
- Trevor Einhorn jako Joey Thomas
- Robert Stack jako Unsolved Mysteries host

### Cameo role
- Kareem Abdul-Jabbar
- Bob Costas
- Dale Earnhardt
- Reggie Jackson
- Kenny Mayne
- Tim McCarver
- Al Michaels
- Dan Patrick
- Reel Big Fish
- Victoria Silvstedt

## Soundtrack
Soundtrack k filmu zaznamenal úspěch, díky kultovnosti samotného filmu. Zde je obsažen například cover norské skupiny a-ha, "Take on Me" od Reel Big Fish.
Pak tu jsou jména jako Cherry Poppin' Daddies, The Dickies, Smash Mouth a další.
Soundtrack byl vydán firmou Universal v roce 1998.